# جزيرة نافارينو

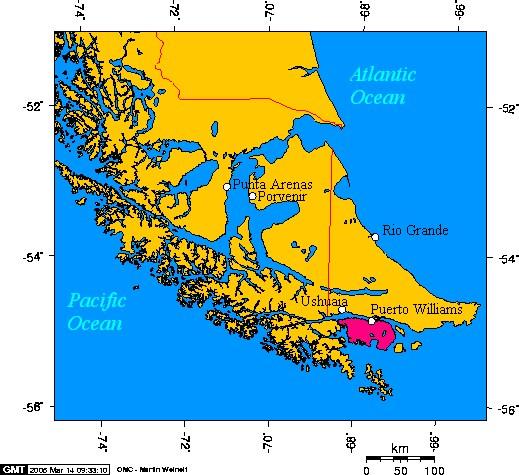
جزيرة نافارينو

جزيرة نافارينو (بالإسبانية: Isla Navarino)‏ هي جزيرة في أقصى جنوب تشيلي. تقع جنوب الجزيرة الكبرى لأرض النار و في شمال شرق شبه جزيرة هاردي و يفصل بينهما قناة بيغل. تبلغ مساحتها 2.473 كم² و عدد سكانها لا يتجاوز 2.500 نسمة، تقريبا كلهم يسكنون في مدينة بويرتو ويليامز في شمال الجزيرة. هناك جبال في الجزيرة قمتها 1195 متر.
إداريا تنتمي جزيرة نافارينو إلى المقاطعة التشيلية بالقارة القطبية الجنوبية الموجودة في منطقة ماجلان و أنتاركتيكا التشيلية.
يعتبر الهنود الحمر (بالخصوص قوم يعرف باسم الياغان أواليامانا) أول سكان جزيرة نافارينو و لكنهم اختفوا مع بداية الإستعمار الأروبي في أمريكا الجنوبية.

## المناخ
يظهر الجدول التالي التغييرات المناخية على مدار السنة لجزيرة نافارينو:
| البيانات المناخية لـجزيرة نافارينو | البيانات المناخية لـجزيرة نافارينو | البيانات المناخية لـجزيرة نافارينو | البيانات المناخية لـجزيرة نافارينو | البيانات المناخية لـجزيرة نافارينو | البيانات المناخية لـجزيرة نافارينو | البيانات المناخية لـجزيرة نافارينو | البيانات المناخية لـجزيرة نافارينو | البيانات المناخية لـجزيرة نافارينو | البيانات المناخية لـجزيرة نافارينو | البيانات المناخية لـجزيرة نافارينو | البيانات المناخية لـجزيرة نافارينو | البيانات المناخية لـجزيرة نافارينو | البيانات المناخية لـجزيرة نافارينو |
| الشهر                              | يناير                              | فبراير                             | مارس                               | أبريل                              | مايو                               | يونيو                              | يوليو                              | أغسطس                              | سبتمبر                             | أكتوبر                             | نوفمبر                             | ديسمبر                             | المعدل السنوي                      |
| ---------------------------------- | ---------------------------------- | ---------------------------------- | ---------------------------------- | ---------------------------------- | ---------------------------------- | ---------------------------------- | ---------------------------------- | ---------------------------------- | ---------------------------------- | ---------------------------------- | ---------------------------------- | ---------------------------------- | ---------------------------------- |
| متوسط درجة الحرارة الكبرى °م (°ف)  | 12.3 (54.1)                        | 12.4 (54.3)                        | 11.7 (53.1)                        | 9.1 (48.4)                         | 6.9 (44.4)                         | 5.0 (41.0)                         | 5.0 (41.0)                         | 5.1 (41.2)                         | 7.5 (45.5)                         | 9.8 (49.6)                         | 10.5 (50.9)                        | 11.8 (53.2)                        | 9.0 (48.2)                         |
| المتوسط اليومي °م (°ف)             | 9.8 (49.6)                         | 9.3 (48.7)                         | 8.4 (47.1)                         | 6.1 (43.0)                         | 3.8 (38.8)                         | 2.6 (36.7)                         | 2.2 (36.0)                         | 1.8 (35.2)                         | 3.9 (39.0)                         | 6.2 (43.2)                         | 7.2 (45.0)                         | 9.6 (49.3)                         | 5.9 (42.6)                         |
| متوسط درجة الحرارة الصغرى °م (°ف)  | 5.2 (41.4)                         | 6.0 (42.8)                         | 4.6 (40.3)                         | 2.9 (37.2)                         | 1.0 (33.8)                         | −0.5 (31.1)                        | 0.0 (32.0)                         | −0.3 (31.5)                        | 1.0 (33.8)                         | 2.9 (37.2)                         | 4.1 (39.4)                         | 5.0 (41.0)                         | 2.7 (36.9)                         |
| الهطول مم (إنش)                    | 51.9 (2.04)                        | 44.1 (1.74)                        | 40.8 (1.61)                        | 38.3 (1.51)                        | 44.3 (1.74)                        | 26.6 (1.05)                        | 34.8 (1.37)                        | 42.8 (1.69)                        | 26.2 (1.03)                        | 25.7 (1.01)                        | 33.6 (1.32)                        | 38.7 (1.52)                        | 450.8 (17.75)                      |
| متوسط الرطوبة النسبية (%)          | 79                                 | 85                                 | 81                                 | 81                                 | 83                                 | 84                                 | 87                                 | 91                                 | 86                                 | 84                                 | 83                                 | 84                                 | 84                                 |
| المصدر: Bioclimatografia de Chile  |                                    |                                    |                                    |                                    |                                    |                                    |                                    |                                    |                                    |                                    |                                    |                                    |                                    |

## معرض

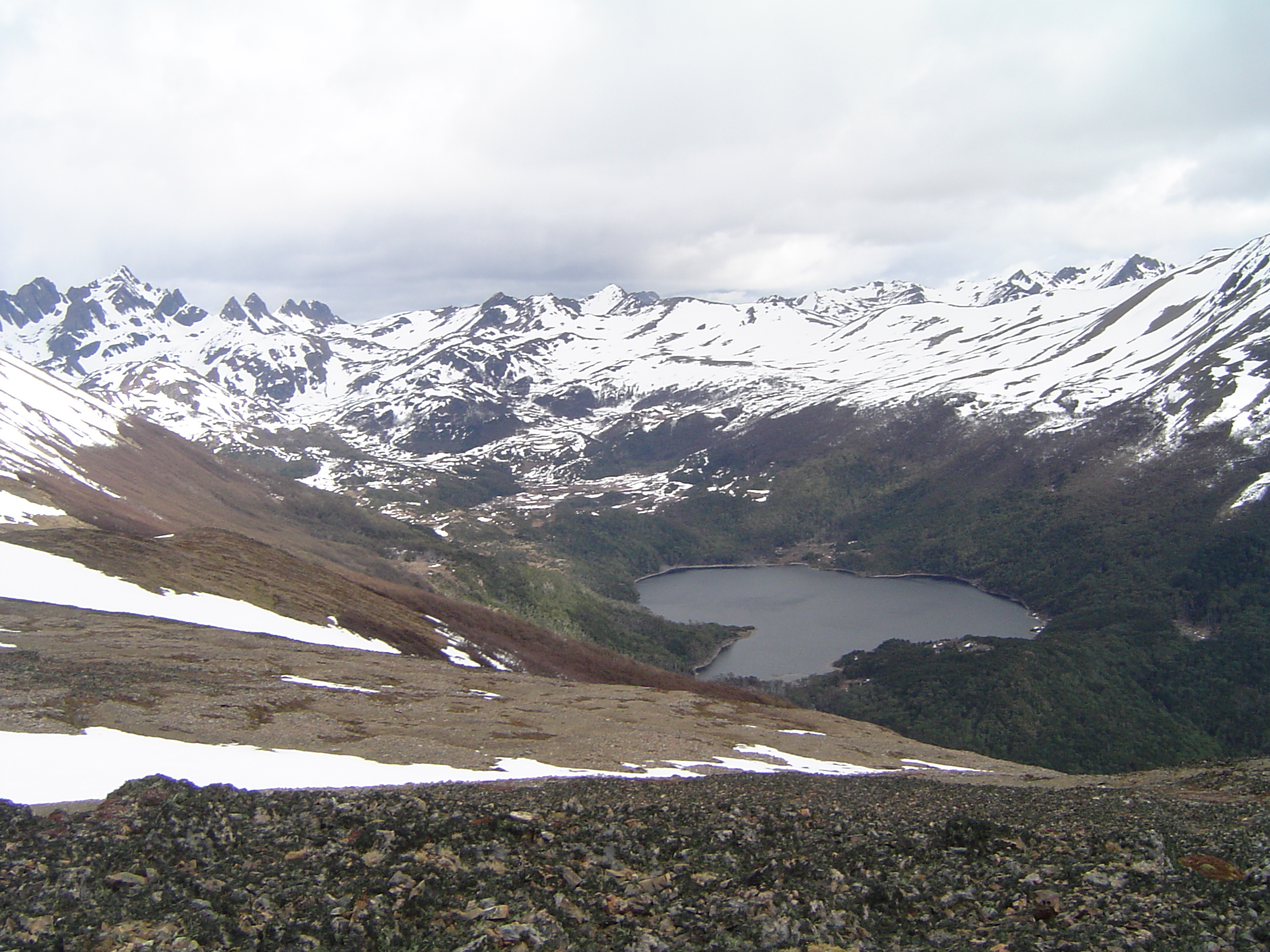
جبال في جزيرة نافارينو
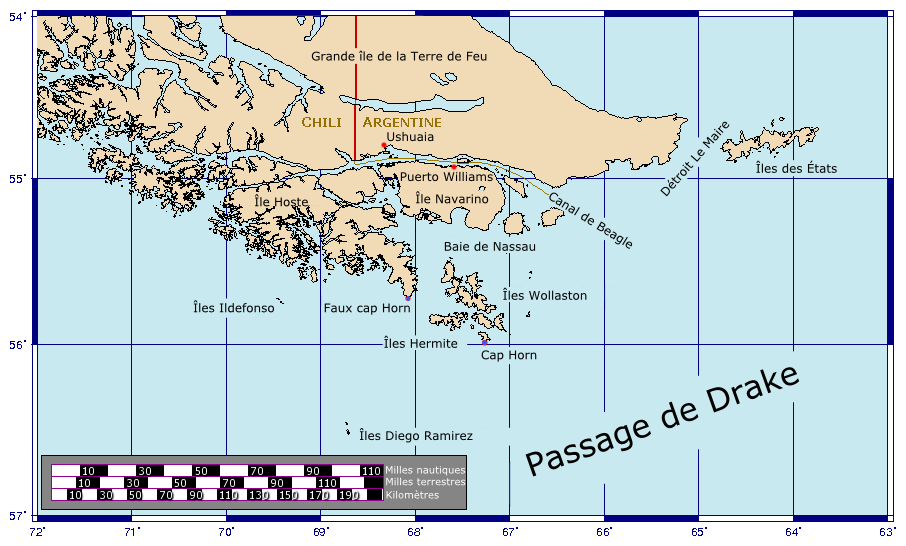
خريطة جزر مضيق ماجلان
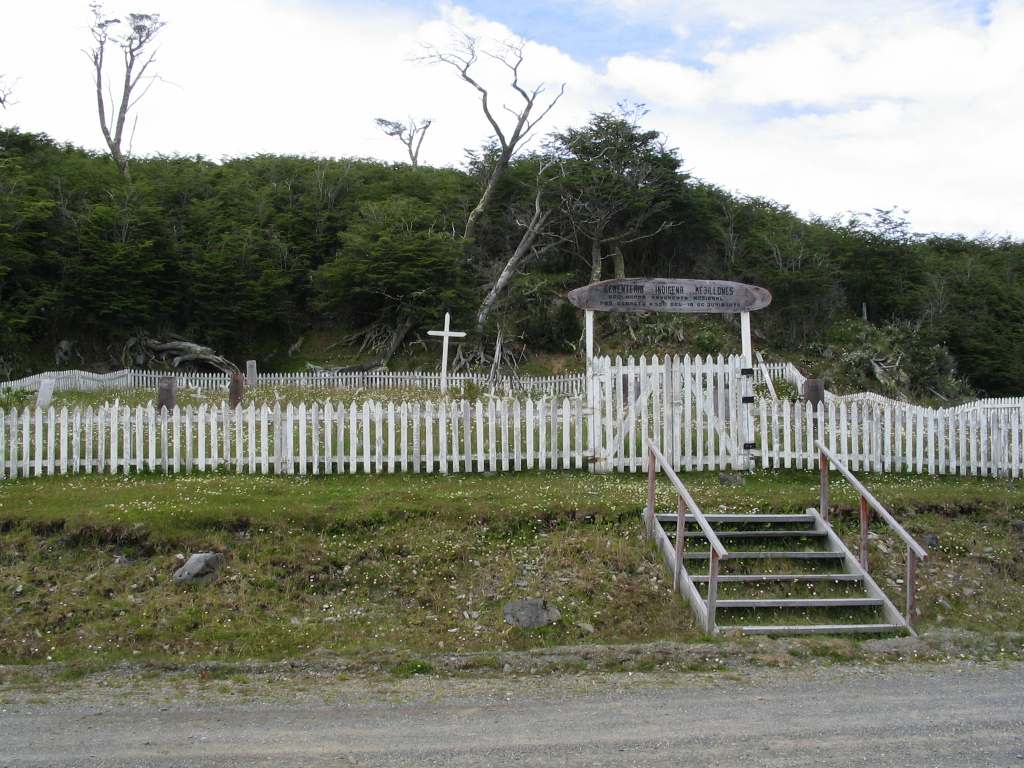
مقبرة الياغان
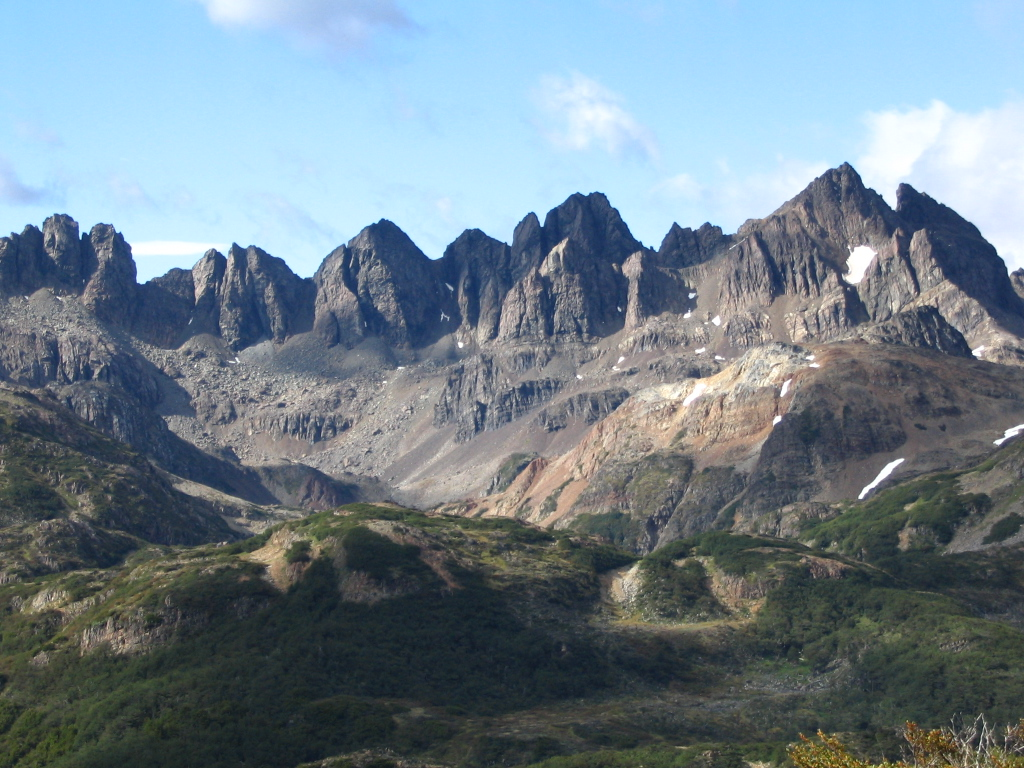
جبال في جزيرة نافارينو